# 여진족 (영화)
"여진족"은 1969년 공개된 대한민국의 영화이다.

## 배역
- 신영균
- 윤정희
- 박노식
- 김혜정
- 김동원
- 양훈
- 김석훈
- 황백
- 안인숙
- 유하나
- 임혜림
- 윤일주
- 김월성
- 김기범
- 임동훈
- 나일
- 박광진
- 최준
- 최일
- 지방열
- 주상호